# جواو سواريس كاردوسو
جواو سواريس كاردوسو (27 سبتمبر 1951 بشقبان في البرتغال - ) هو لاعب كرة قدم برتغالي في مركز الدفاع. شارك مع منتخب البرتغال لكرة القدم. أما مع النوادي، فقد لعب مع سبورتينغ براغا ونادي بيلينينسش.

## مسيرته الكروية
لعب جواو سواريس كاردوسو خلال مسيرته الاحترافية مع ناديين في خمسة عشر موسمًا وسجل خلالها 20 هدف ضمن 365 مباراة. ولم يفز بأي موسم بالكأس أو بالدوري.
خاض جواو سواريس كاردوسو مسيرته مع نادي بيلينينسش في موسم 1970–71 ليلعب معه سبعة مواسم، مشاركًا في 152 مباراة ولم يسجل أي هدف. ثم انتقل إلى نادي سبورتينغ براغا في موسم 1977–78 ليلعب معه ثمانية مواسم، حيث شارك في 213 مباراة سجل خلالها 20 هدف.

## وصلات خارجية
- جواو سواريس كاردوسو على موقع قاعدة بيانات كرة القدم.إي يو (الإنجليزية)
- جواو سواريس كاردوسو على موقع ناشيونال فوتبول تيمز (الإنجليزية)